# Karl Proisl
Karl Proisl (ur. 9 lipca 1911 w Traisen, zm. 2 grudnia 1949 w Belgradzie) – austriacki kajakarz, kanadyjkarz. Dwukrotny medalista olimpijski z Berlina.
Zawody w 1936 były jego jedynymi igrzyskami olimpijskimi. Srebro zdobył w kanadyjkowej dwójce na dystansie 1000 metrów, brąz w kanadyjkowej dwójce na dystansie 10 000 metrów. Partnerował mu Rupert Weinstabl. W 1938 był złotym medalistą mistrzostw świata w dwójce na dystansie 1000 metrów oraz srebrnym na dystansie 10 000 metrów. Wspólnie z Weinstablem byli wówczas, po Anschlussie, reprezentantami III Rzeszy (Niemiec).